# Bugk
Bugk is een plaats in de Duitse gemeente Storkow (Mark), deelstaat Brandenburg, en telt 194 inwoners (2006).